# TBS (Latinoamérica)
TBS (previamente conocido como TBS Very Funny) fue un canal de televisión por suscripción latinoamericano de origen estadounidense que emitió series, programas y películas. Propiedad de Warner Bros. Discovery y operado por Warner Bros. Discovery Latin America, fue lanzado el 1 de octubre de 2011.

## Historia
La señal comenzó a emitirse inicialmente para Estados Unidos en diciembre de 1976 cuando Ted Turner adquirió el canal 17 de UHF de la ciudad de Atlanta, su nombre original fue WTCG. Su programación estaba conformada por programas clásicos, y fue uno de los primeros canales para abonados que estuvo disponible vía satélite en los Estados Unidos.
TBS comenzó a centrarse en el humor y en series, películas, shows y programas especiales dedicados a dicha temática, tanto clásicos como ciclos que actualmente se ven en la televisión norteamericana y producciones originales.
En Latinoamérica comenzó su transmisión el 1 de octubre de 2011 incorporándose al paquete de canales de pago (conocidos oficialmente como “Familia Turner”) que posee Turner Broadcasting System en la región. Dicha empresa es una división de Time Warner. Esa misma fecha fue cuando el canal MuchMusic sería retirado de la parrilla de canales de varios proveedores de TV por suscripción.
El 21 de marzo de 2016 se anunció la modificación de la imagen y el logotipo del canal. El último logo elimina el semicírculo y modifica su tipografía en letras minúsculas; en el caso de su imagen, pusieron un rectángulo y la fuente se volvió mucho más grande. Este nuevo logo se estrenó en Estados Unidos el 31 de octubre de 2015, y fue presentado en Latinoamérica en pantalla durante la transmisión de la película Wallace y Gromit: La batalla de los vegetales.
Asimismo, al igual que en Estados Unidos, la programación dejó de estar centrada exclusivamente en la comedia. Este nuevo logo llegó finalmente el 1 de abril de 2016 (incluyendo Brasil) eliminando el eslogan "Very Funny".
En mayo de 2023 se anunció que el canal TBS sería reemplazado por TNT Novelas, cuestión que se concretó el 26 de junio del mismo año siendo Falling Skies su último programa en ser emitido.